# スターかくし芸大会!栄光の30年スペシャル
『スターかくし芸大会!栄光の30年スペシャル』（スターかくしげいたいかい えいこうのさんじゅうねんスペシャル）は、1993年4月5日にフジテレビ系列で放送された特別番組である。

## 概要
30回を迎えた新春恒例『スターかくし芸大会』の今までの放送の中から、テーマ別に選んだシーンを紹介する。『新春かくし芸大会』30回放送を記念し、更にフジテレビの開局35周年を記念した番組で、過去『かくし芸』に関った芸能人をスタジオに招いたり、インタビューを通じて、様々なかくし芸を振り返った。

## 放送時間
月曜19:00 - 22:24（JST）
- 19:00の『今夜は好奇心!』[2]、19:54の『FNNニュース』、20:00の『志村けんのだいじょうぶだぁ』は全て休止、21:00の月9ドラマ『あの日に帰りたい』は既に終了、20:54の『FNNニュース・明日の天気』は22:24、21:54の各局別ミニ番組（関東地区は『辰巳琢郎のくいしん坊!万才』）は23:24へそれぞれ繰下げた。
- また直後の22:00枠ドラマ『サスペンス明日の13章』（関西テレビ制作）は、30分繰下げてこの日から開始、22:54の各局別ミニ番組（関東地区は『四季の詞』）は休止、そして23:00の『FNN NEWSCOM』は30分繰下げて、この日より放送枠が25分から30分枠に変わった。

## 出演者

### 司会
- 堺正章
- 八木亜希子（当時：フジテレビアナウンサー）
- 露木茂（同上）

### スタジオゲスト
- 加藤茶
- うつみ宮土理
- 研ナオコ
- 桑野信義
- 山瀬まみ
- 松本明子
- 中山秀征
- ゆうゆ
- 天地真理

### インタビューゲスト
- ハナ肇[3]
- 森口博子
- 和田アキ子
- 西田ひかる
- いしだあゆみ
- 薬丸裕英

- いかりや長介
- 酒井法子
- 西城秀樹
- 荻野目洋子
- 桂三枝（現：六代目桂文枝）
- 田代まさし

- 近藤真彦
- 沢田研二
- MIE
- 植木等
- 谷啓

### インタビュアー
- 西山喜久恵（フジテレビアナウンサー）
- 笠井信輔（同上）
- 中村江里子（同上）
- 佐藤里佳（同上）
- 小島奈津子（当時：フジテレビアナウンサー）
- ピンクの電話[4]

### ナレーター
- 青嶋達也（フジテレビアナウンサー）

## 放送内容
スターが語る思い出の名珍場面
様々な『かくし芸』出演者にインタビューし、『かくし芸』を振り返る。ハナ肇の時は、ハナ定番の「銅像」を特集した。
堺正章スペシャル This イズ かくし芸
1976年から始まった、番組名物「堺の個人芸」を特集。
ズッコケNG30年史
収録中に起こった様々なハプニングを紹介。
メイキング・オブ・かくし芸
「外国語劇」でのカンニングシーンや、特訓シーンなどを放送。「真剣 殺陣田村」（1992年）では吉田栄作が真剣で特訓するが、刀の束が折れたり、刀身が吹っ飛ぶハプニングを放送。また中国語劇 西遊記」（1992年）では語り部役の露木茂が台詞のカンニングをしている場面を放送。
これぞお決まりギャグ
「ケーキぶつけ」「スケールの大きいギャグ」「任侠ドラマ名物の壷振りシーン」といった、『かくし芸』の定番ギャグを紹介。
あのシーンをもう一度
放送してまもない1993年放送分から、フジテレビに残っている中で最古となる1966年（第3回）放送分までの、様々な出し物を紹介。
キスシーン特集
ドラマでのキスシーンを放送。1980年放送分の「灯の街」での堺と研のキスシーンも放送。
二度と見られぬ人30年
異色出演者を紹介。「007 ゴールドフィンガー」（1966年）でのスマイリー小原、「ディーン・マーティン・ショー」（1970年）での宍戸錠、「英語劇 スパイ大作戦」（1970年）でのヒデとロザンナ、「中国語劇 一大悲劇物語」（1971年）での三波伸介（なお画面後ろにはてんぷくトリオの伊東四朗と戸塚睦夫も）、「横綱土俵入り」（1975年）での愛川欽也など。
タレントのボヤキ全集
変な顔30年
エンディングに使用。

## スタッフ
- 構成：玉井貴代志
- 技術：堀田満之（フジテレビ）
- カメラ：森田修（フジテレビ）
- 映像：橋本和司（フジテレビ）
- 音声：古江学（フジテレビ）
- 照明：和田智裕（フジテレビ）
- 美術制作：石鍋伸一郎（フジテレビ）
- デザイン：水上啓光（フジテレビ）
- 美術進行：山根安雄
- 大道具：福本知弘
- 装飾：高野城二
- メイク：堀井由佳
- 電飾：鶴田光芳
- アクリル装飾：中野明彦
- タイトル：加藤啓次
- マルチモニター：インターナショナルクリエイティブ
- ロケ技術：共同テレビジョン、サニー・サイド
- 編集：渡部均（IMAGICA）
- 音響効果：西野有彦（4-Legs）
- MA：大塚大（IMAGICA）
- TK：舟岡由紀
- 協力：日本オリンピック委員会、日本音楽事業者協会
- アシスタントディレクター：小林利光、染谷昌彦、滝澤純一（ザ・ワークス）
- プロデューサー/ディレクター：加藤友和（フジテレビ）
- プロデューサー：王東順・熊田共一（共にフジテレビ）
- 制作：諸岡義明・荻昌樹（共に渡辺プロダクション）
- 企画制作：渡辺プロダクション、フジテレビ